# Rusu de Jos, Bistrița-Năsăud
Rusu de Jos (în maghiară: Alsóoroszfalu) este un sat ce aparține orașului Beclean din județul Bistrița-Năsăud, Transilvania, România.

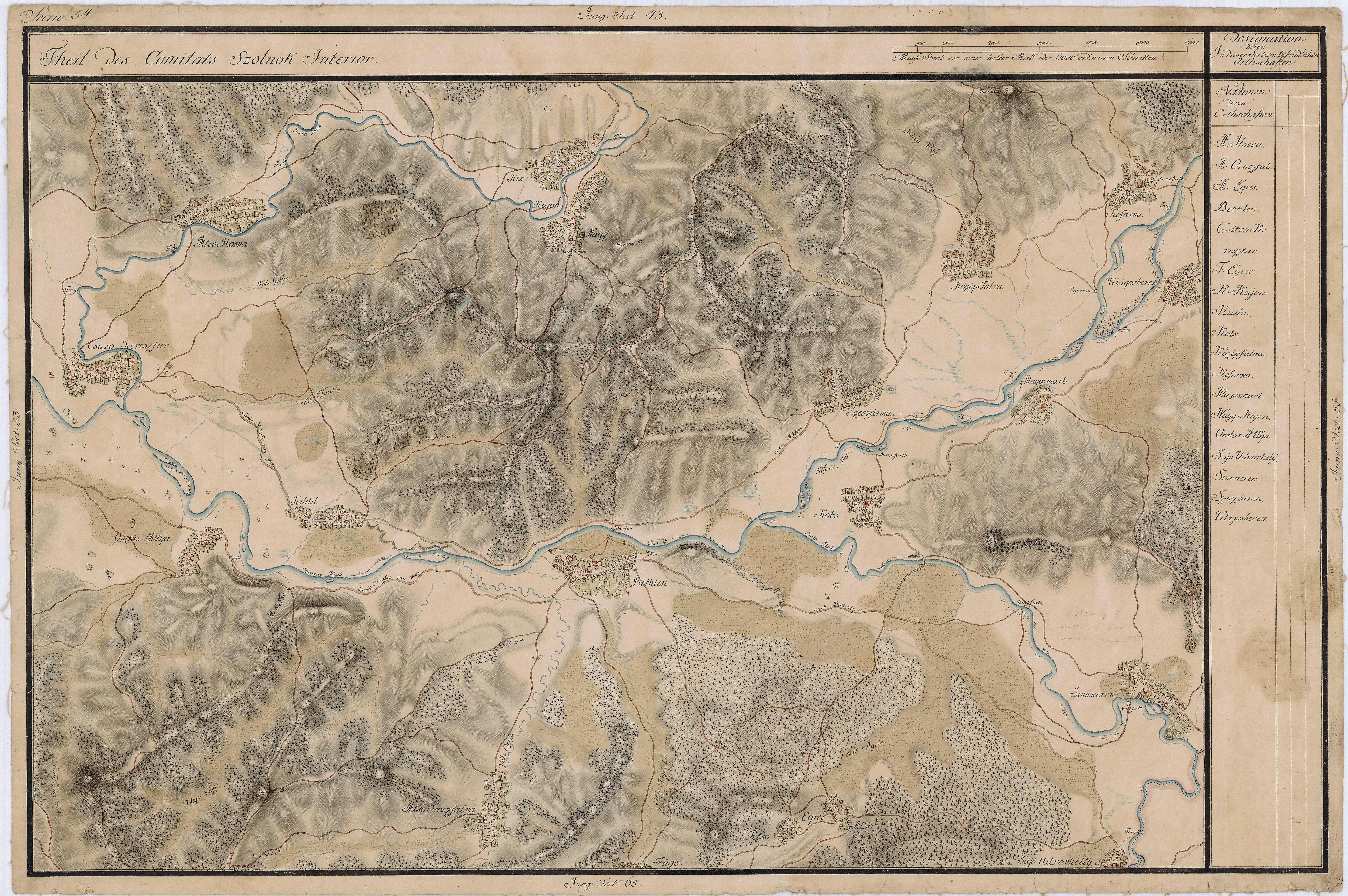
Rusu de Jos în Harta Iosefină a Transilvaniei, 1769-73

## Demografie
Componența etnică a satului Rusu de Jos
     Români (89,94%)
     Maghiari (1,43%)
     Romi (8,62%)
La recensământul din 2002 populația satului era de 348 de locuitori dintre care: 313 români, 5 maghiari și 30 Romi.